# Lervarvskronologi
Lervarvskronologi är en dateringsmetod inom kvartärgeologi och arkeologi. Genom att studera och sammankoppla långa serier av de av inlandsisens smältvatten årligen avsatta avlagringarna lyckades svensken Gerard De Geer i början av 1900-talet fastställa den senaste nedisningens avsmältningsförlopp i Norden.
Tjockleken hos lervarven blir främst beroende av sommarklimatet. Eftersom det är lika över stora områden, kan serier av varv med liknande variation hos tjockleken jämföras över större områden. Det finns dock felrisker t. ex. med svårigheten att koppla årsvarven till en absolut kronologi.
Lervarven kan jämföras med årsringarna på ett träd och påverkas på samma sätt av klimatet.